# ساندرا ایزباسا
ساندرا ایزباسا (رومانیایی: Sandra Izbașa; زادهٔ ۱۸ ژوئن ۱۹۹۰) ژیمناست اهل رومانی است.